# Hasan Seyidov
Pour les articles homonymes, voir Seyidov.
Hasan Séyidov (en azéri : Həsən Neymət oğlu Seyidov ; né le 16 août 1932 à Marneouli en Géorgie et mort le 8 décembre 2004 à Bakou) est un homme d'État, 9e président du Conseil des ministres de la RSS d'Azerbaïdjan (1981-1989), membre du Praesidium du Soviet suprême de la RSS d'Azerbaïdjan, secrétaire du Comité central du Parti communiste d'Azerbaïdjan.

## Éducation
Hasan Séyidov est né le 16 août 1932 dans le village de Gatchagan de la région de Marneouli. En 1939, il entre en première année de l'école secondaire du village de Gatchagan, en 1946, il poursuit ses études à Tchubukhlu (aujourd'hui village de Kuybichev du district de Stepanavan de la République d'Arménie). En 1951, diplômé de l'école secondaire il vient à Bakou et entre à la faculté de mécanique de l'Institut polytechnique d'Azerbaïdjan et l’achève avec mention. Au cours de ses études supérieures, Hasan Séyidov, en plus d'une excellente éducation, prend une part active à la vie socio-politique de l'institut.

## Carrière
Hasan Séyidov commence sa carrière en 1956 à l'usine L. Schmidt (aujourd'hui Sattarkhan) du ministère de la chimie et du génie pétrolier de l'URSS, travaille comme ingénieur et ingénieur en chef adjoint pendant 9 ans, et en 1965 il est nommé directeur de l'usine. Au cours de cette période, Hasan Seyidov est également élu membre du parti du comité de la ville de Bakou et des autorités soviétiques. En février 1971, Hasan Séyidov est nommé chef du département de l'industrie et des transports du Comité central du Parti communiste d'Azerbaïdjan. En 1971-1981, il est secrétaire du Comité central, en 1971-1989, membre du bureau du Comité central, en 1971-1991, il était membre du Comité central du Parti communiste d'Azerbaïdjan et en 1971 -1990, il était député du Soviet suprême de la RSS d'Azerbaïdjan.
De 1981 à 1989, Hasan Seyidov est président du Conseil des ministres de la RSS d'Azerbaïdjan. Il est élu membre du Comité central du Parti communiste de l'Union soviétique, ainsi que député du Soviet suprême de l'URSS. Hasan Seyidov a été secrétaire du Comité central du Parti communiste d'Azerbaïdjan et président du Conseil des ministres.
Après avoir pris sa retraite en avril 1989, il est nommé commissaire du ministère des Relations économiques extérieures de l'URSS auprès du Conseil des ministres de la RSS d'Azerbaïdjan.
En novembre 1991, il travaille comme directeur général de l’association informatique commerciale Azerinkom, et depuis 1997 comme directeur général d'Azerinkom SARL.

## Décorations et titres
- Ordre de Lénine trois fois
- Ordre de la bannière rouge du travail
- Titre honorifique d'« ingénieur honoré de la RSS d'Azerbaïdjan » (1969)
- Diplôme honorifique du Présidium du Soviet suprême de la RSS d'Azerbaïdjan à plusieurs reprises
- Médailles.